# Commission économique pour l'Afrique
Pour les articles homonymes, voir CEA.
 (mars 2016).
Si vous disposez d'ouvrages ou d'articles de référence ou si vous connaissez des sites web de qualité traitant du thème abordé ici, merci de compléter l'article en donnant les références utiles à sa vérifiabilité et en les liant à la section « Notes et références ».

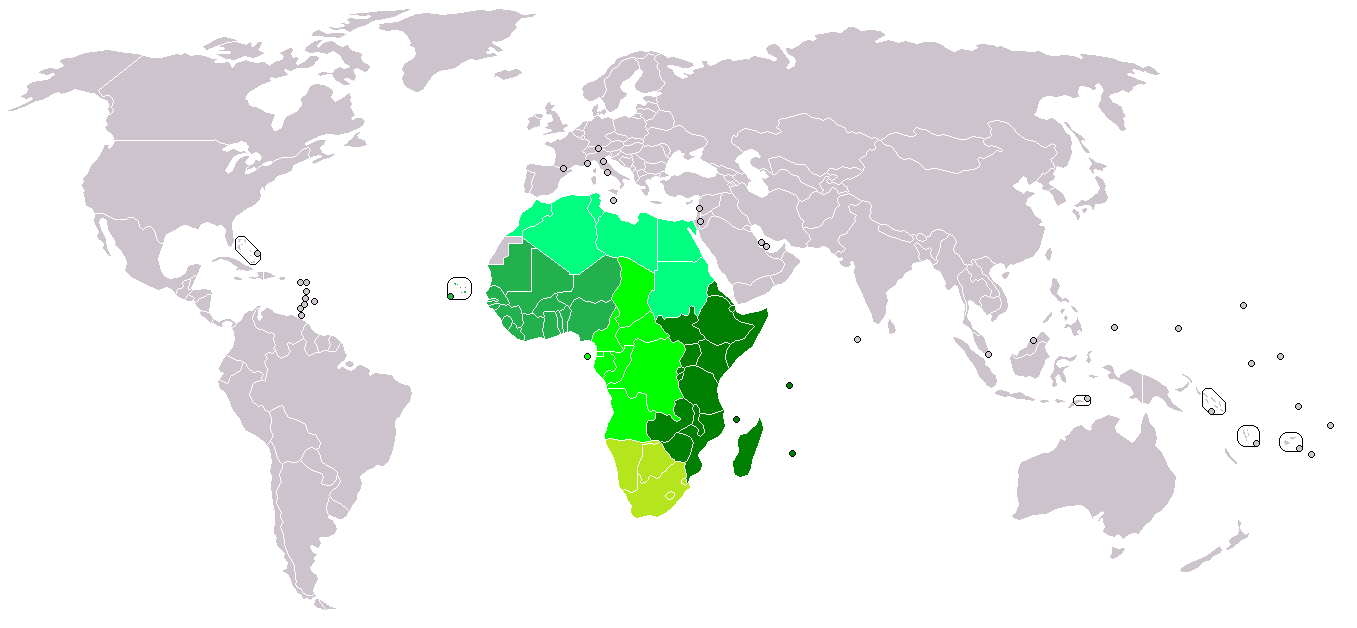
Les États membres de la CEA en 2018.

La Commission économique pour l'Afrique des Nations unies (CEA) a été établie en 1958 pour encourager la coopération économique entre ses États membres (les nations du continent africain). C'est l'une des cinq commissions régionales du Conseil économique et social des Nations unies (ECOSOC) qui lui rend compte directement. La Commission se compose de 54 États membres. Elle siège à Addis-Abeba en Éthiopie et dispose de cinq bureaux sous-régionaux.
En 2023, Antonio Pedro en est le secrétaire exécutif par intérim.

## Structure
La Commission comporte six divisions organiques chargées de l’exécution des programmes :
- Politique de développement et gestion
- Politique économique et sociale
- Égalité Homme/Femme et développement
- Information pour le développement
- Développement durable
- Commerce et intégration régionale

## États membres
- Afrique du Sud
- Algérie
- Angola
- Bénin
- Botswana
- Burkina Faso
- Burundi
- Cameroun
- Cap-Vert
- République centrafricaine
- Comores
- République du Congo
- République démocratique du Congo
- Côte d'Ivoire
- Djibouti
- Égypte
- Érythrée
- Éthiopie
- Gabon
- Gambie
- Ghana
- Guinée
- Guinée-Bissau
- Guinée équatoriale
- Kenya
- Lesotho
- Liberia
- Libye
- Madagascar
- Malawi
- Mali
- Maurice
- Mauritanie
- Maroc
- Mozambique
- Namibie
- Niger
- Nigeria
- Ouganda
- Rwanda
- Sao Tomé-et-Principe
- Sénégal
- Seychelles
- Sierra Leone
- Somalie
- Soudan
- Soudan du Sud
- Eswatini
- Tanzanie
- Tchad
- Togo
- Tunisie
- Zambie
- Zimbabwe

## Sièges
- Addis-Abeba,  Éthiopie (Siège central)
- Yaoundé,  Cameroun (Siège sous-régional pour l'Afrique centrale)
- Kigali,  Rwanda (Siège sous-régional pour l'Afrique de l'Est)
- Rabat,  Maroc (Siège sous-régional pour l'Afrique du Nord)
- Lusaka,  Zambie (Siège sous-régional pour l'Afrique australe)
- Niamey,  Niger (Siège sous-régional pour l'Afrique de l'Ouest)

## Secrétaires exécutifs
| Nom                        | Pays          | Années      |
| -------------------------- | ------------- | ----------- |
| Vera Songwe                | Cameroun      | 2017-2022   |
| Carlos Lopes (en)          | Guinée-Bissau | 2012 - 2016 |
| Abdoulie Janneh (en)       | Gambie        | 2005 - 2012 |
| K. Y. Amoako (en)          | Ghana         | 1995 - 2005 |
| Layashi Yaker              | Algérie       | 1992 - 1995 |
| Issa Diallo                | Guinée        | 1991 - 1992 |
| Adebayo Adedeji (en)       | Nigeria       | 1975 - 1991 |
| Robert K. A. Gardiner (en) | Ghana         | 1961 - 1975 |
| Mekki Abbas (en)           | Soudan        | 1959 - 1961 |